# Боброво (гміна Жґув)
Боброво (пол. Bobrowo) — село в Польщі, у гміні Жґув Конінського повіту Великопольського воєводства.
Населення — 130 осіб (2011).

## Демографія
Демографічна структура станом на 31 березня 2011 року:
|          | Загалом | Допрацездатний вік | Працездатний вік | Постпрацездатний вік |
| -------- | ------- | ------------------ | ---------------- | -------------------- |
| Чоловіки | 61      | 15                 | 42               | 4                    |
| Жінки    | 69      | 16                 | 40               | 13                   |
| Разом    | 130     | 31                 | 82               | 17                   |